# Idiotopo
Un idiotopo en inmunología, es el conjunto único de determinantes antigénicos (epítopos) de la porción variable de un anticuerpo. En algunos casos, puede ser el sitio de unión al antígeno real y, en algunos casos, puede comprender secuencias de la región variable fuera del sitio de unión al antígeno en el propio anticuerpo. Por tanto, cada anticuerpo tendría múltiples idiotopos; y el conjunto de estos idiotopos individuales se denomina idiotipo del anticuerpo. Los idiotopos contrastan con los alótopos, que son estructuras que no varían en el receptor Fc.
Si se produce un anticuerpo separado que tiene capacidades de unión específicas a un idiotopo del anticuerpo descrito anteriormente, se dice que es un "anticuerpo antiidiotípico". Si tal es el caso, los anticuerpos antiidiotípicos podrán unirse al receptor de linfocitos B para el antígeno original e inhibir la respuesta inmune a ese antígeno.
Este tipo de regulación fue propuesta por Niels Jerne en 1974. Lo denominó la "Hipótesis de la Red". Este tipo de regulación de los linfocitos B puede ser parcialmente responsable de evitar que una respuesta inmune se salga de control, lo que provocaría daños en el tejido del huésped o incluso causaría un estado de enfermedad autoinmune.
Debido a la semejanza de los anticuerpos antiidiotípicos con el antígeno original, se han realizado estudios de vacunas. Estos tipos de vacunas se denominan "vacunas idiotípicas". Se generó un anticuerpo monoclonal antiidiotípico (designado K2-3f) para poseer una "imagen interna de cocaína". El anticuerpo antiidiotípico se unió al transportador de dopamina humano con imitación de la molécula de cocaína e inhibió completamente la unión de la cocaína. Ninguno se produce comercialmente hasta la fecha.